# Dichelacera anodonta
Dichelacera anodonta är en tvåvingeart som beskrevs av Burger 1999. Dichelacera anodonta ingår i släktet Dichelacera och familjen bromsar. Inga underarter finns listade i Catalogue of Life.